# Municipio de Bearinger
El municipio de Bearinger (en inglés: Bearinger Township) es un municipio ubicado en el condado de Presque Isle en el estado estadounidense de Míchigan. En el año 2010 tenía una población de 369 habitantes y una densidad poblacional de 2,24 personas por km².

## Geografía
El municipio de Bearinger se encuentra ubicado en las coordenadas 45°31′38″N 84°11′47″O / 45.52722, -84.19639. Según la Oficina del Censo de los Estados Unidos, el municipio tiene una superficie total de 164.68 km², de la cual 159,13 km² corresponden a tierra firme y (3,37 %) 5,55 km² es agua.

## Demografía
Según el censo de 2010, había 369 personas residiendo en el municipio de Bearinger. La densidad de población era de 2,24 hab./km². De los 369 habitantes, el municipio de Bearinger estaba compuesto por el 97,56 % blancos, el 1,36 % eran afroamericanos, el 0,54 % eran amerindios, el 0,27 % eran de otras razas y el 0,27 % eran de una mezcla de razas. Del total de la población el 1,08 % eran hispanos o latinos de cualquier raza.